# Deficiência de zinco
Deficiência de zinco ou hipozincemia é uma deficiência nutricional muito comum e perigosa, porém pouco diagnosticada. Apenas 2g de zinco já é suficiente para um adulto de 60kg. Recomenda-se uma dieta com 10mg diários para adultos e 12mg para grávidas e lactantes. 
O zinco é essencial na composição ou como cofator para diversas enzimas envolvidas no metabolismo de carboidratos, proteínas, lipídeos e ácidos nucleicos. Dessa forma, é essencial para uma boa cicatrização, divisão celular, crescimento e imunidade. Além disso é importante para o paladar e olfato. 

## Causas
Além de uma dieta pobre em zinco, existem diversas outras causas envolvendo má absorção ou excreção excessiva, especialmente doenças gastrointestinais e renais. Dificilmente é diagnosticada sozinha. Frequentemente está associado a:
- Diarreia;
- Acrodermatite enteropática;
- Doença hepática crônica;
- Doença renal crônica;
- Diabetes;
- Dermatite;
- Psoríase;
- Gengivite;
- Deficiência de vitamina A e D;
- Doenças coronárias;
- Ejaculação excessiva, a cada ejaculação, perde-se 1mg de Zinco

## Sinais e sintomas
Enquanto uma deficiência moderada pode ser assintomática, os sintomas de uma deficiência severa e prolongada são:
- Falta de apetite (hiporexia);
- Letargia;
- Diarreia;
- Crescimento e maturação sexual prejudicados (hipogonadismo e hipospermia);
- Danos a cabelo, pele e unhas (Alopecia, dermatite e paroníquia);
- Desenvolvimento cognitivo prejudicado com danos nos nervos e ;
- Fígado aumentado (hepatomegalia);
- Doenças imunes;
- Susceptibilidade a infecções;
- Anemia ferropriva;
- Degeneração da retina e cegueira noturna;
- Paladar e olfato menos sensíveis;
- Regeneração mais lenta;
- Em homens mais velhos causa inflamação da próstata (Prostatite).

Durante a gravidez pode causar má formação do feto (inclusive anencefalia), hemorragia, abrupção da placenta, obstrução do útero e aborto.

## Epidemiologia
Atinge cerca de 17% da população mundial, a maioria em países subdesenvolvidos, sendo especialmente comum na América central, no Sudeste asiático e na África subsaariana onde afetam mais de 25% da população. 
Animais e plantas também sofrem com falta de zinco. Plantas sem zinco crescem menos e produzem menos. Animais não-humanos sem zinco também tem problemas imunes, metabólicos e reprodutivos.

## Tratamento